# Taleh
Taleh (o Taleex) è un centro abitato della Somalia, situato nella regione del Sool.